# Mumpf
Mumpf (schweizerdeutsch: mʊmpf, bis 1803 Niedermumpf genannt) ist eine Einwohnergemeinde im Schweizer Kanton Aargau. Sie gehört zum Bezirk Rheinfelden und liegt im Westen der Region Fricktal am Hochrhein, an der Grenze zu Deutschland.

## Geographie
Das Dorf erstreckt sich über eine Länge von fast zwei Kilometern in einem maximal 200 Meter breiten Engpass zwischen dem Rhein und den steil abfallenden Hängen des Tafeljuras. Der alte Dorfkern bildet den östlichsten Teil des Siedlungsbandes und liegt am Ausgang des Fischingertals. Es wird vom Fischingerbach durchflossen und bildet eine tief eingeschnittene Schlucht zwischen der Mumpferflue (511 m ü. M.) im Osten und dem Chriesiberg (558 m ü. M.) im Südwesten. Der ganz im Westen gelegene Spitzgraben trennt den Chriesiberg vom Zeiningerberg. Das Siedlungsgebiet ist im Nordwesten fast mit demjenigen von Wallbach zusammengewachsen. An dieser Stelle weitet sich auch die Flussebene etwas aus, da der Rhein hier seine Fliessrichtung von West auf Nord ändert.
Die Fläche des Gemeindegebiets beträgt 314 Hektaren, davon sind 137 Hektaren bewaldet und 72 Hektaren überbaut. Der höchste Punkt liegt auf 500 m ü. M. am Rand der Chriesiberg-Hochebene, der tiefste auf 280 m ü. M. am Rhein. Nachbargemeinden in der Schweiz sind Wallbach im Nordwesten, Zeiningen im Westen, Zuzgen im Süden, Obermumpf im Südosten und Stein im Osten. Im Norden grenzt Mumpf an die deutsche Gemeinde Bad Säckingen.

## Geschichte
Verschiedene Funde weisen darauf hin, dass die Gegend bereits vor rund 4000 Jahren besiedelt war. 1991 gruben Archäologen auf dem Kapf eine mittel- bis spätneolithische befestigte Siedlung aus, die von Gräben und Palisaden umgeben war. Auch fanden sich grosse Mengen an Keramik und Steinwerkzeugen. Aus der zweiten Hälfte des 4. Jahrhunderts stammen ein Kastell der Römer und ein Soldatengrab. Die Mumpferfluh war zu jener Zeit ein wichtiger Beobachtungspunkt an der Nordgrenze des Imperiums. Auf dem Weg nach Stein kam das Fragment eines Meilensteins aus dem Jahr 139 zum Vorschein.
Die erste urkundliche Erwähnung von Mumpher erfolgte im Jahr 1218. Der Ortsname stammt vom lateinischen ad montem ferri, was «beim Eisenberg» bedeutet. Landesherren waren die Grafen von Homberg-Tierstein, ab 1232 die Habsburger, die nach dem Waldshuterkrieg von 1468 das gesamte Fricktal an Burgund verpfändeten. Als die Burgunder von den Eidgenossen während der Burgunderkriege vernichtend geschlagen worden waren, kam Mumpf 1477 wieder unter österreichische Herrschaft. Als Folge der Reichsreform des Kaisers Maximilian I. gehörte Mumpf ab 1491 zu Vorderösterreich und lag in der Landschaft Möhlinbach, einer untergeordneten Verwaltungseinheit der Kameralherrschaft Rheinfelden (ab 1752 im Oberamt Breisgau). Die niedere Gerichtsbarkeit gelangte 1463 ebenfalls in den Besitz der Landesherren. Im Mumpfer Dorfrecht von 1535 ist die Fähre Mumpf–Bad Säckingen bezeugt.

Luftansicht (1949)

Im 17. Jahrhundert gab es kaum längere Friedenszeiten. Im März 1612 fand in Mumpf eine Abgeordnetenversammlung von Untertanen statt, um gegen eine Erhöhung der Umsatzsteuer auf Wein zu protestieren. In der Folge brach der Rappenkrieg aus. Dieser Bauernaufstand, der das Fricktal und angrenzende Gebiete am Hochrhein erschütterte, wurde im September 1614 nach Vermittlung der Eidgenossen beendet. Der Dreissigjährige Krieg, der zwischen 1633 und 1638 auch das Fricktal erfasste, warf das Dorf in seiner wirtschaftlichen Entwicklung zurück. 1634 brannte es bis auf wenige Gebäude ab. Auch während des Pfälzischen Erbfolgekriegs (1688–1697) zogen fremde Truppen durch die Region.
1797 wurde das Fricktal nach dem Frieden von Campo Formio ein französisches Protektorat. Während des Zweiten Koalitionskrieges verlief hier die Frontlinie zwischen den Armeen Frankreichs und Österreich. Am 20. Februar 1802 wurde Mumpf eine Gemeinde im Distrikt Rheinfelden des Kantons Fricktal, der sich im August der Helvetischen Republik anschloss. Seit dem 19. Februar 1803 gehört die Gemeinde zum Kanton Aargau.
Jahrhundertelang lebten die Dorfbewohner von der Landwirtschaft und vor allem vom Fischfang sowie der Flösserei auf dem Rhein. Solebäder in Mumpf machten das Dorf ab 1854 für die nächsten 137 Jahre zum Kurort, mit den drei Badehotels Anker, Sonne und Schönegg sowie dem Strandbad Mumpf. Die Eröffnung der Bözbergeisenbahn am 1. August 1875 verursachte eine erste Verlagerung der Verkehrsströme. Nach dem Bau des Wasserkraftwerks Ryburg-Schwörstadt und dem Aufstauen des Rheins mussten die letzten Fischer und Flösser ihre Tätigkeit aufgeben. Der Schwerpunkt verlagerte sich auf Gewerbe und Dienstleistungen. Zwischen 1970 und 1990 nahm die Bevölkerungszahl um über zehn Prozent ab, seither ist jedoch ein kontinuierliches Wachstum zu verzeichnen.

## Wappen
Die Blasonierung des Gemeindewappens lautet: «In Grün weisser Schrägfluss, begleitet von gelber Speerspitze und gelbem Ruder, beide schräg gestellt.» Auf den Gemeindesiegeln von 1811 und 1872 war ein Gebilde zu sehen, das um 1890 als Bienenkorb interpretiert wurde. Dieses Wappen blieb bis 1952 in Gebrauch. Ein Jahr später wurde das heute noch verwendete und historisch begründete Wappen eingeführt. Der Fluss und das Ruder symbolisieren den Rhein und die Schifffahrt. Die Speerspitze erinnert an die Wehrhaftigkeit der Bauern während des Rappenkriegs.

## Sehenswürdigkeiten

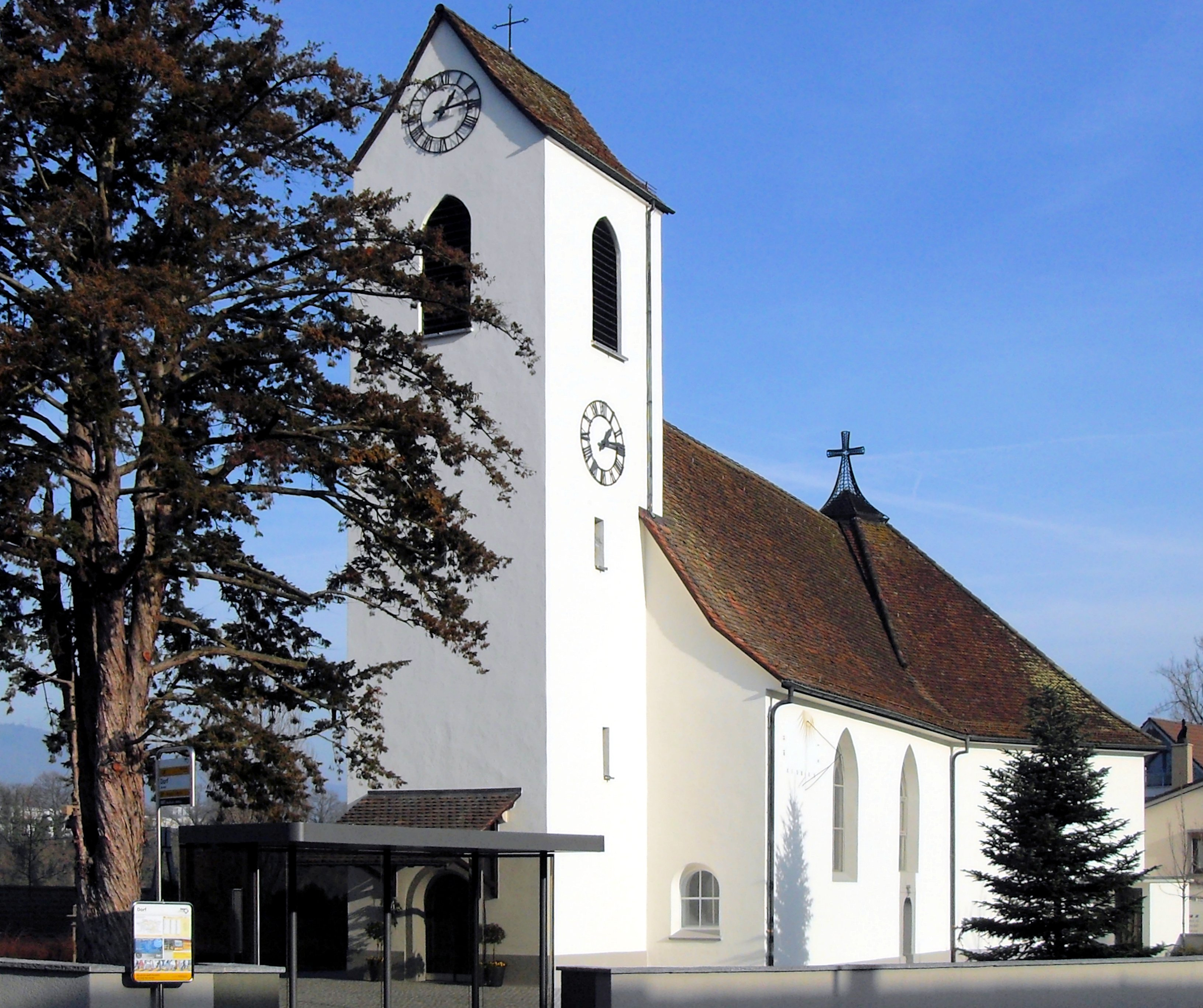
Pfarrkirche St. Martin

Die 1302 erstmals erwähnte katholische Pfarrkirche St. Martin wurde 1957 umgebaut und vergrössert. Eine Pfarrei entstand in Mumpf noch vor der Jahrtausendwende als Gründung des Stiftes Säckingen. Sie umfasste die beiden Dörfer Wallbach und Mumpf. 1938 trennten sich die Gemeinden kirchlich und bilden seither eigene Kirchgemeinden. Dem Ausbau der Verkehrswege im 19. und 20. Jahrhundert fielen zahlreiche historische Bauwerke zum Opfer. Von den erhalten gebliebenen Bauwerken sind insbesondere das ehemalige Pfarrhaus von 1820 und der Säckingerhof (16. bis 18. Jahrhundert) erwähnenswert.
Die Geschichte des Ortes wird im Dorfmuseum Mumpf, das sich im Alten Dreschschopf befindet, nachgezeichnet. Als Bauwerk besonderer Art und einzigartiges Monument aus der Pionierzeit der allgemeinen Elektrifizierung gilt der Strompfeiler im Rhein bei Mumpf, beim damaligen Strandbad Mumpf (heute Camping Park Mumpf).

## Bevölkerung
Die Einwohnerzahlen entwickelten sich wie folgt:
| Jahr      | 1768 | 1850 | 1900 | 1930 | 1950 | 1960 | 1970 | 1980 | 1990 | 2000 | 2010 | 2020 |
| Einwohner | 319  | 448  | 492  | 513  | 598  | 765  | 903  | 816  | 807  | 1084 | 1310 | 1543 |

Am 31. Dezember 2023 lebten 1549 Menschen in Mumpf, der Ausländeranteil betrug 35 %. Bei der Volkszählung 2015 bezeichneten sich 37,0 % als römisch-katholisch, 18,4 % als reformiert und 1,2 % als christkatholisch; 43,4 % waren konfessionslos oder gehörten anderen Glaubensrichtungen an. 87,3 % gaben bei der Volkszählung 2000 Deutsch als ihre Hauptsprache an, 4,5 % Albanisch, 2,9 % Serbokroatisch, 2,0 % Italienisch, 1,1 % Englisch.

## Politik und Recht

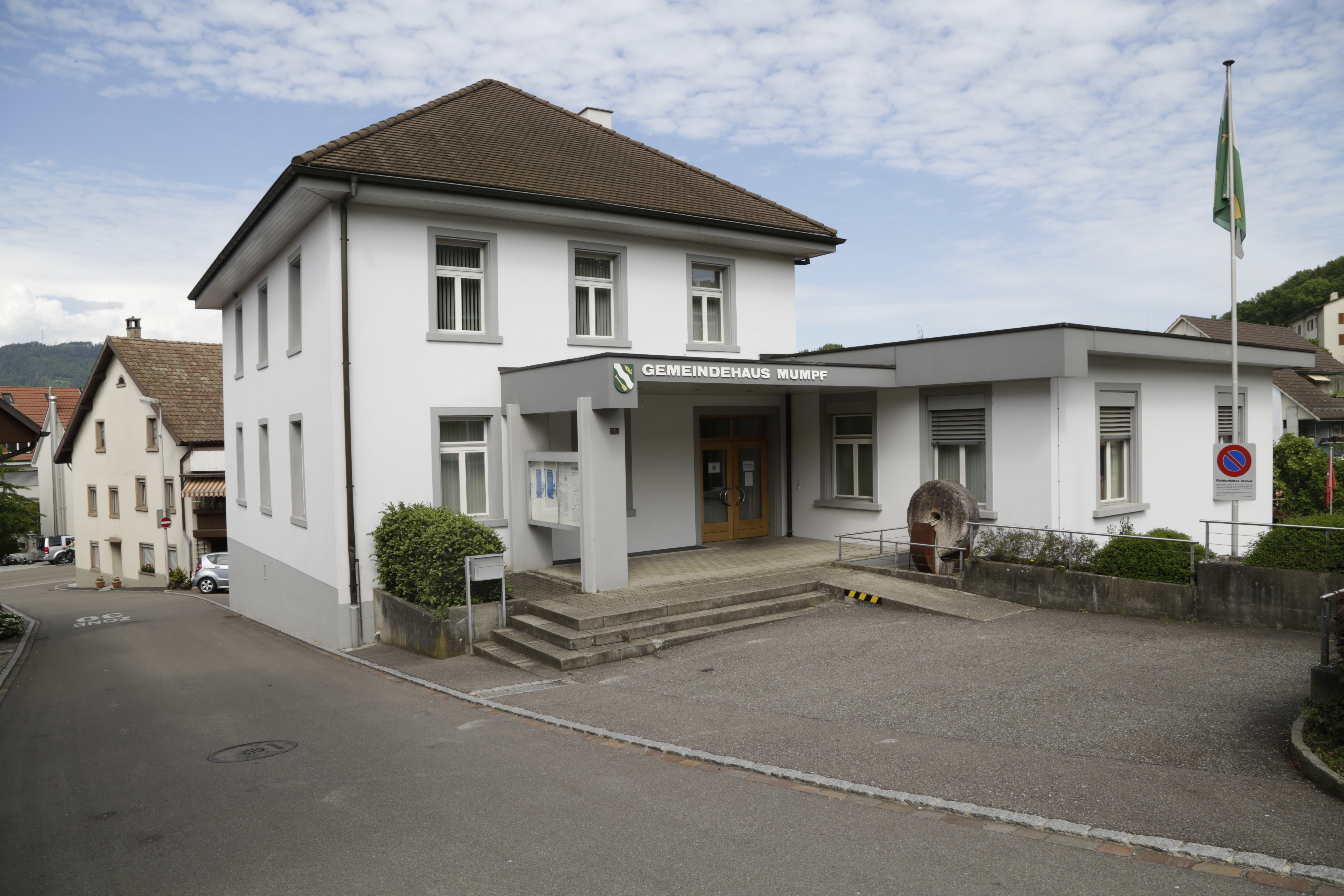
Gemeindehaus

Die Versammlung der Stimmberechtigten, die Gemeindeversammlung, übt die Legislativgewalt aus. Ausführende Behörde ist der fünfköpfige Gemeinderat. Er wird im Majorzverfahren vom Volk gewählt, seine Amtsdauer beträgt vier Jahre. Der Gemeinderat führt und repräsentiert die Gemeinde. Dazu vollzieht er die Beschlüsse der Gemeindeversammlung und die Aufgaben, die ihm vom Kanton zugeteilt wurden. Für Rechtsstreitigkeiten ist in erster Instanz das Bezirksgericht Rheinfelden zuständig. Mumpf gehört zum Friedensrichterkreis XIV (Rheinfelden).

## Wirtschaft
In Mumpf gibt es gemäss der im Jahr 2015 erhobenen Statistik der Unternehmensstruktur (STATENT) rund 200 Arbeitsplätze, davon 6 % in der Landwirtschaft, 23 % in der Industrie und 71 % im Dienstleistungssektor. Die meisten Erwerbstätigen sind Wegpendler und arbeiten in den grösseren Gemeinden des Fricktals und in der Agglomeration der Stadt Basel.

## Verkehr

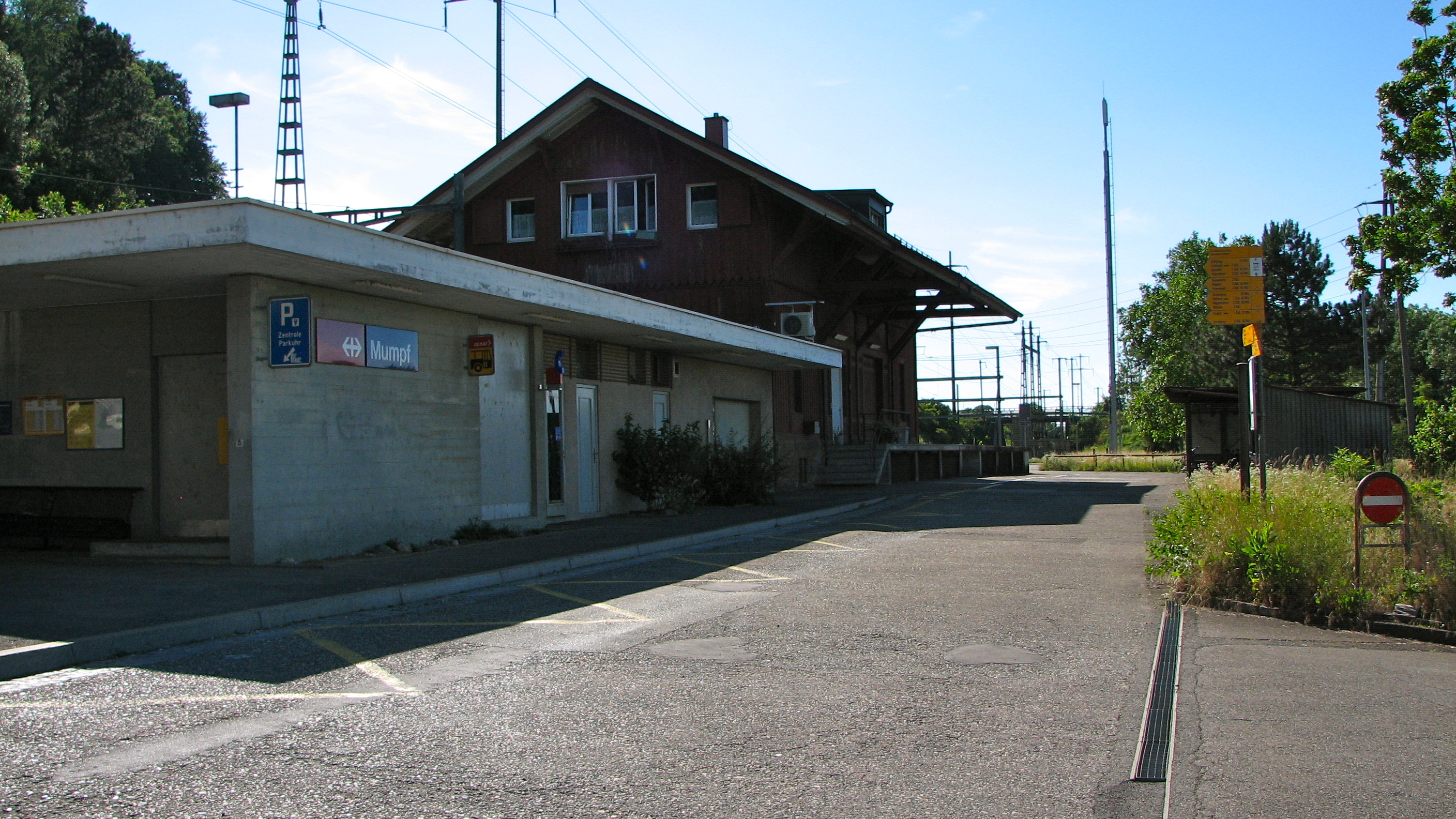
Bahnhof Mumpf

Die Hauptstrasse 3 zwischen Basel und Zürich verläuft mitten durch das Dorf. Die nächstgelegenen Anschlüsse der Autobahn A3 befinden sich bei Rheinfelden und Eiken. Am Bahnhof Mumpf, etwa einen Kilometer westlich des Dorfzentrums, hält die Linie S1 der S-Bahn Basel vom Bahnhof Basel SBB nach Frick und Laufenburg. Für die Feinverteilung sorgt eine Postautolinie vom Bahnhof Möhlin durch das Fischingertal nach Wegenstetten. An Wochenenden verkehren eine Nacht-S-Bahn von Basel durch das Fricktal nach Brugg sowie ein Nachtbus von Möhlin durch das Möhlintal und das Fischingertal zurück nach Möhlin. Hinzu kommt in den Sommermonaten die Fähre Mumpf–Bad Säckingen.

## Bildung
Die Gemeinde verfügt über einen Kindergarten und ein Schulhaus, in dem die Primarschule unterrichtet wird. Bis 2005 waren auch die Oberstufenklassen der Realschule und der Sekundarschule in diesem Schulhaus. Danach zogen die Oberstufenklassen in das neu erbaute Oberstufenzentrum Fischingertal um. Nach der Aufhebung des Oberstufenzentrums Fischingertal in Mumpf vom Juli 2019 besuchen die Real- und Sekundarschüler nun den Unterricht an der Kreisschule Unteres Fricktal (KUF) in der Schulanlage Engerfeld Rheinfelden. Die Schulanlage Klostermatte (ehemaliges Oberstufenschulhaus) dient seit August 2021 der HPS Fricktal, (Heilpädagogische Schule der Stiftung MBF). Die Bezirksschule kann wahlweise in Rheinfelden oder Möhlin absolviert werden. Aufgrund einer interkantonalen Vereinbarung können Jugendliche aus Teilen des Fricktals das Gymnasium in Muttenz (Kanton Basel-Landschaft) oder in Basel absolvieren.

## Persönlichkeiten
- Rachel (1821–1858), berühmte französische Schauspielerin des 19. Jahrhunderts, geboren im Gasthof „Sonne“
- Johann Baptist Ignaz Fischinger (1768–1844), Politiker, Bürger von Mumpf
- Fritz Gallati (1935–2020), Radrennfahrer, in Mumpf aufgewachsen
- Yannick Käser (* 1992), Weltklasseschwimmer, in Mumpf aufgewachsen
- Mathilde Riede-Hurt (1906–1988), Leinenstickerin
- Theophil Tschudy (1847–1911), Architekt
- Siegfried Wunderlin (1858–1931), Schulmeister und Theaterautor
- Otto Wyler (1887–1965), Kunstmaler, Zeichner und Grafiker